# Ramsificatie
Ramsificatie of de Ramsey-Lewis-methode is een methode voor het definiëren van termen in theoretische kaders (zoals in wetenschappelijke theorieën), toegeschreven aan Frank P. Ramsey en David Lewis. Door deze methode te gebruiken, kan een reeks theoretische termen die in een theorie voorkomen, impliciet worden gedefinieerd door de beweringen van de theorie zelf. 

## Overzicht
Een wetenschappelijke theorie die 'elektronen' probeert te beschrijven, is inherent abstract, omdat niemand ooit een elektron rechtstreeks heeft waargenomen. De oorsprong en inhoud van het begrip "elektron" is dus twijfelachtig. Wat betekent het woord "elektron" precies? Ramsey en Lewis suggereerden dat de betekenis van de term 'elektron' impliciet wordt gegenereerd door de wetenschappelijke theorie die het beschrijft, via al zijn beweringen over elektronen. Elektronen zijn die dingen waarover alle uitspraken van de theorie waar zijn. 
Sommige van die uitspraken in een theorie verwijzen echter naar andere niet-waargenomen entiteiten en eigenschappen zoals "charge" of "spin". Bijvoorbeeld, "Elektronen trekken protonen aan" en "Elektronen hebben negatieve lading" gebruiken de termen "protonen" en "negatieve lading" (waarbij de laatste ook impliciet het concept van "lading" gebruikt). Deze eigenschappen zijn geformaliseerd, verklaringen (zoals voorwaardelijke relaties ) worden gevormd met behulp van hen, en die verklaringen samen vormen de definitie van de term. 
Beschouw een zin zoals "Er zit een elektron in de gootsteen." Dit betekent zoiets als: "Er bestaan enkele eigenschappen P1, P2, ...,   Pn (één voor elke theoretische eigenschap die betrokken is bij de wetenschappelijke theorie, met 'elektronzijn' (die ruwweg overeenkomt met de essentie van een elektron opgenomen als P1) zodanig dat... (een verklaring in de wetenschappelijke theorie, maar met P1, ..., Pn verving de specifieke termen zoals 'lading', 'is een elektron', etc. gebruikt door de theorie), en er is iets in de gootsteen dat P1 heeft. ' 
Het proces van het omzetten van de verhalende vorm van een wetenschappelijke theorie in logica van de tweede orde wordt  "Ramsificatie" (Ramsification) genoemd (soms ook gespeld als "Ramseyfication"). 
Voorbeeld: stel dat er slechts drie principes in onze wetenschappelijke theorie over elektronen zijn (die principes kunnen worden gezien als uitspraken met betrekking tot de eigenschappen):
- A1. Elektronen (dingen die P1 hebben) hebben lading (P2).
- A2. Dingen met lading (P2) kunnen je een schok geven.
- A3. Elektronen (dingen die P1 hebben) veroorzaken bliksem.

Verder omvatten we de eigenschap van "elektronzijn", zoals hierboven uiteengezet, aangeduid door P1, en de eigenschap "charge" om aangeduid te worden door P2. 
Dan wordt de betekenis van een zin zoals "Ik heb een elektron in mijn zak" geramsificeerd in: 
"Er zijn eigenschappen P1 en P2 zodanig (dingen met P1 hebben ook P 2, en dingen met P2 geven je een schok, en dingen met P1 veroorzaken bliksem, en er is iets met P1 in mijn zak)." (Toraldo di Francia 1976, die Ramsey 1954 citeert.)